# Église Saint-Martin de Saint-Martin-de-la-Lieue
Pour les articles homonymes, voir Église Saint-Martin.
L'église Saint-Martin est  un édifice catholique, des Xe et XIe siècles, qui se dresse sur le territoire de la commune française de Saint-Martin-de-la-Lieue, dans le département du Calvados, en région Normandie.
L'église est inscrite aux monuments historiques.

## Localisation
L'église est située, au sud du bourg de Saint-Martin-de-la-Lieue, au no 42 route de Fervaques, dans le département français du Calvados.

## Historique

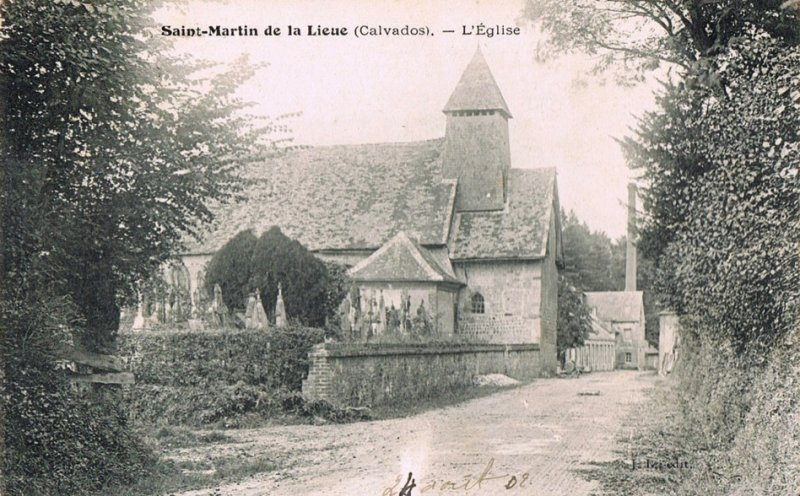
L'église de Saint-Martin-de-la-Lieue sur une carte postale de la fin du XIX ou du début du XX.

L'église date des Xe et XIe siècles.

## Description
L'église de Saint-Martin-de-la-Lieue reprend le plan basilical élémentaire des petits édifices, comme Querqueville qui s'est transmis aux premières constructions romanes. Elle arbore un pignon décoré de réseaux triangulaires.

## Protection aux monuments historiques
L'église est inscrite au titre des Monuments historiques par arrêté du 5 septembre 1946